# Rebel·lió dels Turbants Grocs
La Rebel·lió dels Turbants Grocs, de vegades també traduïda com La Rebel·lió dels Mocadors Grocs, (xinès tradicional: 黃巾之亂; xinès simplificat: 黄巾之乱; pinyin: Huáng Jīn Zhī Luàn) fou una rebel·lió camperola de l'any 184 contra l'Emperador Ling de la dinastia Han de la Xina. És anomenada així pel color dels mocadors que els rebels usaven al voltant dels seus caps. Els rebels es van associar en secret amb les societats Taoistes de Taiping; la rebel·lió marcà un punt important en la història del Taoisme. Esta rebel·lió és l'acte d'obertura en el clàssic xinès literari del Romanç dels Tres Regnes. És considerat un dels conflictes més mortífers de l'antiguitat.

## Causes
Una de les principals causes de la Rebel·lió dels Turbants Grocs fou una crisi agrària, en la qual la fam va obligar a molts agricultors i exmilitars colons al nord a cercar ocupació al sud, on els grans terratinents s'aprofitaven de la mà d'obra excedent i pastaven grans fortunes. La situació s'agreujà encara més per menudes inundacions al llarg del curs inferior del Riu Groc. A més es va afegir la pressió sobre els camperols pels alts impostos imposats sobre ells amb la finalitat de construir fortificacions al llarg de la Ruta de la Seda i guarnicions estrangeres contra les infiltracions i les invasions. En aquesta situació, els terratinents i els camperols sense terra formaven bandes armades (al voltant del 170 CE), preparant l'escenari per a un conflicte armat.
Al mateix temps, la Dinastia Han mostrà debilitats internes. El poder dels terratinents havia estat un problema durant molt temps ja (s. Wang Mang), però en el període previ a la Rebel·lió dels Turbants Grocs, el tribunal eunuc, en particular, va adquirir influència en forma considerable sobre l'Emperador, que abuse d'enriquir-se. Deu dels més poderosos eunucs van formar un grup conegut com Els Deu Assistents Regulars i l'Emperador es refereix a un d'ells (Zhang Rang) com el seu "pare adoptiu". En conseqüència, el govern va ser àmpliament considerat com corrupte i incapaç i amb aquest teló de fons les fams i les inundacions van ser vistes com una indicació que un decadent emperador havia perdut el mandat del cel.
A causa del seu pla per a un nou començament, la secta del Turbant Groc de Zhang Jiao va ser l'enemic més perillós de Han. En preparació per a la seua revolta, Zhang va enviar deixebles per a aconseguir el suport i organitzar seguidors en tot el Nord de la Xina. S'encoratgen en el seu reclutament pel descontentament polític local, i per les sequeres i pesta entre la població. Els rebels fins i tot tenien aliats en la cort imperial, i foren capaços de fer els seus preparatius, mentrestant els funcionaris del govern o bé eren ignorants de les seues intencions o estaven intimidats pel seu poder.
Zhang Jiao planejà que els seus seguidors haurien de marxar al llarg de l'imperi, però abans de la crida a les armes es va destapar el pla per una traïció, els simpatitzants dels rebels en Luoyang van ser detinguts i executats, i la revolta en les províncies va haver de començar abans d'hora, en el segon mes de 184. A pesar de la prematura convocatòria i una inevitable falta de coordinació, desenes de milers d'homes van afegir-se a la revolta, les oficines governamentals foren saquejades i destruïdes i els exèrcits imperials es van trobar immediatament obligats a lluitar a la defensiva

## Els rebels

### Fundadors
La Rebel·lió dels Turbants Grocs va estar encapçalada per Zhang Jiao conegut com "el General dels Cels" (com es denomina a Zhang Jue en la traducció anglesa de Moss Roberts' del Romanç dels Tres Regnes) i els seus dos germans menors Zhang Bao i Zhang Liang, que nasqueren en Julu districte de la prefectura Ye. Els germans havien fundat una un secta religiosa taoista a la Província de Shandong. Eren remeiers, en general acceptaven a pacients pro bono que no podien donar-se el luxe de pagar-los. Els dos germans van veure la duresa del món amb els camperols, a través del seu treball, que sovint eren maltractats pel govern local, sobrecarregats i famolencs a causa de la pesada càrrega d'impostos que recaptaven d'ells.

### Pràctiques religioses
Zhang Jiao usava una forma de Taoisme per guarir els malalts per confessió de pecats i la curació per fe. La religió i la política dels germans Zhang es basava en la creença d'un apocalíptic canvi en l'ordre del món, i els deien als seus seguidors que l'any jiazi, començant el nou cicle, el cel es tornaria groc, i que, en virtut d'aquest nou cel es posaria fi a l'Imperi de Han i una nova era de govern de començaria. Els caràcters jiazi es convertirien en un símbol dels imminents canvis i després, quan els seguidors de Zhang Jue anaren a la batalla duien un drap de color groc al voltant dels seus caps com una insígnia. A partir d'aquí vingué el nom de Turbants Grocs. Quasi totes les pràctiques religioses de la secta van ser activitats comunals (trànsits col·lectius, dejunis).